# Valentín Villanueva Rivas
Valentín Villanueva Rivas, nacido en Caldas de Reyes el 27 de octubre de 1864 y difunto en Santiago de Compostela el 8 de noviembre de 1931, fue un sacerdote católico, profesor de enseñanza media y escritor gallego, epígono del rexurdimento, canónigo del Cabildo de la Catedral de Santiago de Compostela, miembro numerario de la Real Academia Gallega.

## Trayectoria
Ingresó con quince años de edad en el Seminario de Santiago de Compostela donde llegó a ser profesor de filosofía y teología. Fue catedrático de latín en varios institutos y también de geografía e historia en el Instituto de Santiago, así como profesor en el Instituto de Noia. Fue ecónomo de la parroquia de San Jorge de la Coruña, párroco de la Basílica de Santa María la Mayor de Pontevedra y canónigo del Cabildo de la Catedral de Santiago de Compostela.
Escribió poco en gallego, nunca reunido en volumen.
Historiógrafo en castellano y aficionado a la lexicografía, ingresó en la RAG el 3 de agosto de 1924 a propuesta de Adriano López Morillo, Jaime Ozores de Prado y Andrés Martínez Salazar, pronunciando el discurso "Estudio de la personalidad de Fray Manuel Martínez, Obispo de Málaga", respondido por Eugenio Carré Aldao.
Ingresó en la Real Academia Gallega en 1924 a propuesta de Adriano López Morillo, Jaime Ozores de Prado (Marqués de San Martín) y Andrés Martínez Salaza. Su discurso de ingreso versó sobre la personalidad de Fray Manuel Martínez, Obispo de Málaga. Mantuvo su puesto de académico hasta el día de su óbito.
Formó parte de la Comisión Provincial de Monumentos de Pontevedra.

## Obra escrita
- "Intervención de los prelados Quevedo y Múzquiz en los sucesos de Galicia durante la invasión francesa".
- "El arzobispo de Santiago D. Rafael Múzquiz y el clero de Galicia en la guerra de la independencia".
- "Intervención del cabildo de Santiago en el glorioso alzamiento de Galicia en la guerra de la independencia".

### Otros artículos
- Basílica de Santa María la Mayor de Pontevedra

- Datos: Q48431640